# エミリオ・デ・カヴァリエーリ
エミリオ・デ・カヴァリエーリ（Emilio de' Cavalieri, 1550年頃 - 1602年3月11日）は、ルネサンス後期のイタリアの作曲家、興行主、オルガニスト、外交官、振付師、ダンサーである。
ローマ、フィレンツェ、ヴェネツィアで活動した他の作曲者たちとともに、カヴァリエーリの作品はバロック音楽の始まりにあたるという評価を受けている。ローマ楽派に属し、モノディに関しては初期の有力な作曲家であった。一般に、最初のオラトリオを書いたのもカヴァリエーリだと言われている。

## 生涯
カヴァリエーリは、ローマの音楽の才のある上流階級の家に生まれた。父親のトマーゾ・デ・カヴァリエーリ（1509年頃 - 1587年）は、ミケランジェロの親友ないし愛人だった。おそらくローマで音楽の勉強をした後に、1578年から1584年にかけて、オルガニストおよび音楽監督として働いた。ローマでは、もっぱら四旬節のオラトリオの興行主をやっていた。ローマにいる間に、カヴァリエーリはフェルディナンド1世・デ・メディチ枢機卿と関係を持つにいたった。
1587年、フェルディナンド1世はトスカーナ大公だった兄の急死で、メディチ家当主の地位を相続した。1588年、フェルディナンド1世は、カヴァリエーリを美術家・工芸家・音楽家の監督として、フィレンツェに連れて行った。カヴァリエーリは、メディチ家が催す結婚式などの行事で上演される、豪華な幕間劇（インテルメディオ）の進行役を勤めた。幕間劇は、カメラータの創設者にしてパトロンだったジョヴァンニ・デ・バルディ伯爵と共同で作っていた。
1589年5月、フェルディナンド1世とクリスティーナ・ディ・ロレーナの結婚披露宴で、6つの幕間劇を持つ、ジローラモ・バルガリ台本の『ラ・ペッレグリーナ』が上演されることになった。6つめの幕間劇の1曲めは、最初バルディの作曲したものだったが、実際の上演の際には、カヴァリエーリの『大公のアリア』に基づくヴィルトゥオーソ的な曲に置き換えられた。『大公のアリア』はその後、ヨーロッパ中で流行して、ピーター・フィリップス Peter Philips 、スウェーリンク、バンキエリといった作曲者たちが、編曲したり、変奏曲を作ったりした。そこで使われたモノディは、その少し前にカメラータの同人の間で萌芽したものだが、カヴァリエーリはその同人ではなく、もしかしたらバルディからアイディアを得たのかも知れない。あるいは、カメラータの同人で、初期のモノディ作曲家としては重要かつ強い影響力のあったジュリオ・カッチーニと競い合って開発したのかも知れない。
1590年代、カヴァリエーリはまだフィレンツェにいて、いくつかのパストラーレ（牧歌劇。半分が劇のオペラの前身。舞台はその国その国に移されるが。共通の登場人物として男女の羊飼いたちが出てくる）を作っていた。音楽活動に加えて、カヴァリエーリは当時外交官でもあり、教皇政策の手伝いをしていた。たとえば、メディチ家を支持するはずのインノケンティウス9世ならびにクレメンス8世のローマ教皇選挙では、鍵になる枢機卿たちを買収した。
外交官としてローマに行くこともたびたびあり、その時は音楽家としても活動した。有名な『魂と肉体の劇』の初演は、1600年2月のことである。この曲は一般に、歴史上最初のオラトリオととらえられている。記録によると、この曲はその年に2度、サンタ・マリア・イン・ヴァリチェッラ教会に隣接するオラトリオ・デ・フィリッピーニ（フィリッピーニ祈祷所）で上演され、35人の枢機卿たちがそれを観賞したらしい。
1600年、カヴァリエーリは、ヤコポ・ペーリ作曲の歴史上最初のオペラ『エウリディーチェ』（オッターヴィオ・リヌッチーニ台本）を上演した。このオペラはフランス王アンリ4世とマリー・ド・メディシスの結婚披露宴のための出し物の一つだった。カヴァリエーリにとって不幸だったのは、披露宴のメインイベントの『チェファロの強奪』の制作を、ジュリオ・カッチーニに奪われて、何もできなかったことである。カヴァリエーリは怒ってフィレンツェを離れ、二度と戻ってくることはなかった。

## 作品
カヴァリエーリは、自分こそ「表出様式」（現在ではモノディとして知られる）の発明者であると主張した。1600年のある書簡の中でカヴァリエーリは次のように苛立って主張している
とはいえ、普通その発明者はカッチーニだと言われ、おそらくそれは間違いない。カッチーニは、1570年代にフィレンツェで、バルディやヴィンチェンツォ・ガリレイとその様式について論じあい、その結果として発明したのだろう。カヴァリエーリは、自分とカッチーニを比較して、こう言っている。
カヴァリエーリの世俗音楽の中には、マドリガーレ、モノディ、幕間劇のための小品がある。教会音楽としては、『エレミアの哀歌』、そして『魂と肉体の劇』がある。
カヴァリエーリの名前が音楽史に生き残っているのは、おそらく、『魂と肉体の劇』のせいであろう。この曲は、交互の語り、有節歌曲、レチタティーヴォ風の部分、そしてマドリガーレの部分から成っていて、それ以降作られたオラトリオはこれを踏襲している。通奏低音のパートが一緒に印刷されたものとしても、最初のものである。しかし、それ以上に重要なのは、音楽的に保守的なローマでそれをやったことである。進歩的なモノディ様式は、対抗改革（対抗宗教改革）の目的と一致し、また、世俗とは逆を向く宗教の目標に適応することができたのである。それゆえに、他のローマ楽派の作曲家たちが作った先進的な音楽様式も、速やかに受け入れられることになる。ちなみに、カヴァリエーリに続いた17世紀のローマ楽派の作曲家の中には、ドメニコ・マッツォッキ Domenico Mazzocchi、ジャコモ・カリッシミ、アレッサンドロ・スカルラッティらがいる。
カヴァリエーリの音楽のほとんどは当時の最先端の様式を持っていた。カヴァリエーリの4声音楽は通常、高音の装飾音と表現力に富む旋律を有していた。他の作曲家の旋律形式との差異はそのまま、初期バロックのはっきりした特徴の1つでもある。時々カヴァリエーリは、微分音の調律を必要とする異名同音のクロマティシズム（半音階）の実験も行った。カヴァリエーリがこの種の音楽を演奏するための特別なパイプオルガン を1590年代に作ったことがわかっている。

### 一次的資料
- Cavalieri, Emilio de' (1994). Tim Carter and Zygmunt Szweykowski. ed. Composing Opera: From Dafne to Ulisse Errante. Practica Musica, vol. 2. trans. Tim Carter. Kraków: Musica Iagellonica. ISBN 837099010X 
(English translations of prefaces to 17th century Italian operas by Cavalieri, Caccini, Peri, Rinuccini, and others. Includes Italian originals.)

### 二次的・三次的資料
- Goldschmidt, Hugo (1901). Studien zur Geschichte der italienischen Oper im 17. Jahrhundert, vol. 1. Leipzig: Breitkopf & Härtel
- Bukofzer, Manfred (1947). Music in the Baroque Era. New York: W.W. Norton & Co.. ISBN 0-393-09745-5
- Dent, Edward J.; Sternfeld, F.W. (1968). “ch. XIV Music and Drama”. In Gerald Abraham. The New Oxford History of Music, vol. IV The Age of Humanism. London: Oxford University Press
- Fortune, Nigel (1980). "Monody". In Stanley Sadie (ed.). The New Grove Dictionary of Music and Musicians. London: Macmillan. ISBN 1-56159-174-2。
- Hitchcock, H. Wiley (1980). "Caccini, Giulio". In Stanley Sadie (ed.). The New Grove Dictionary of Music and Musicians. London: Macmillan. ISBN 1-56159-174-2。
- Palisca, Claude (1980). "Cavalieri, Emilio de'". In Stanley Sadie (ed.). The New Grove Dictionary of Music and Musicians. London: Macmillan. ISBN 1-56159-174-2。
- Grout,, Donald Jay (1988). A Short History of Opera (Third Edition ed.). New York: Columbia University Press. ISBN 0-231-06192-7
- The New Grove Dictionary of Opera, (MacMillan,1992). entries under Cavalieri, Peri, and Rappresentatione.
- Kirkendale, Warren (January 2001). Emilio De' Cavalieri "Gentiluomo Romano". Florence: L.S. Olschki. ISBN 8822249690
- Claude V. Palisca: "Emilio de' Cavalieri", Grove Music Online ed. L. Macy (Accessed November 17, 2005), (subscription access)